# Laudamotion
Lauda Motion GmbH operando como Laudamotion fue una aerolínea austriaca basada en Viena. La aerolínea fue propiedad de Ryanair y anteriormente propiedad del expiloto de Fórmula 1, Niki Lauda. En octubre de 2020 cesó sus operaciones y fue reemplazada por otra aerolínea completamente nueva Lauda Europe.

## Historia

### Primeros pasos
La aerolínea fue fundada en 2004 como Amira Air por el inversor Ronny Pecik como proveedor de vuelos chárter para viajes ejecutivos, sirviendo destinos europeos e internacionales.
En 2016, Niki Lauda se hizo cargo de Amira Air y renombró la compañía LaudaMotion. Hasta febrero de 2018, la aerolínea operó vuelos chárter de negocios con una flota de jets comerciales. La operación se trasladó a una nueva unidad para dar paso a vuelos de pasajeros programados.
El 23 de enero de 2018, el comité de acreedores de la aerolínea insolvente Niki acordó vender la aerolínea a Lauda Motion GmbH. Se anunció que la marca Niki se retiraría y todas las operaciones se transferirían a Laudamotion, que operaría 15 aviones transferidos desde Niki y estaría listo para comenzar a operar para la temporada de verano de 2018.
El 16 de febrero de 2018, Condor acordó hacerse cargo de las ventas y el marketing de tres aviones Laudamotion, así como de las funciones operativas. Los destinos iniciales incluyeron vuelos desde Düsseldorf, Frankfurt, Stuttgart y Basilea a Mallorca, Ibiza y Málaga, que se podían reservar a través del sitio web de Condor y agencias de viajes.

### Adquisición por parte de Ryanair

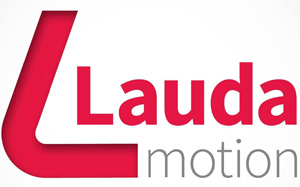
Logo usado desde 2018-2019.

Actual logo de Lauda desde 2019.

El 20 de marzo de 2018, Ryanair anunció que adquiriría el 24,9% de LaudaMotion, para aumentar al 75%, sujeto a la aprobación de las autoridades de la UE. Se informó que el acuerdo valía una suma inicial de 50 millones de euros más 50 millones de euros para los costos operativos y de puesta en marcha del primer año. La intención era alcanzar la rentabilidad en el tercer año de operaciones con una flota de 30 aviones. El 29 de marzo de 2018, la aerolínea anunció que abriría siete bases en Alemania, además de las bases en Viena y Zúrich. Sin embargo, en mayo de 2018, Laudamotion anunció que no seguiría adelante con las rutas propuestas hacia y desde el aeropuerto de Zúrich debido a la falta de disponibilidad de aviones arrendados.
En abril de 2018, Condor anunció que pondría fin a su acuerdo de cooperación y ventas con Laudamotion antes de lo previsto. Condor dejó de proporcionar infraestructura de ventas y dejó de vender vuelos de Laudamotion a fines de abril de 2018. En los mismos meses, Eurowings también anunció que no extendería su cooperación de corta duración con Laudamotion. El contrato de arrendamiento con tripulación finalizó el 31 de mayo de 2018.
En agosto de 2018, Ryanair anunció que había aumentado su participación en la aerolínea al 75% y que planeaba duplicar la flota de 9 a 18 aviones. Laudamotion tenía programado recibir 18 aviones Airbus A320 para el verano de 2019, que reemplazarían y expandirían su flota actual. En enero de 2019, Ryanair reveló que había completado la compra del 100% de Laudamotion a NL Holdings a fines de diciembre de 2018. También reveló más planes de expansión de la flota, aumentando de 18 a 25 aviones para fines de 2019 y 40 para el verano de 2020.
Inicialmente, el plan era que la flota de Laudamotion siguiera siendo exclusivamente Airbus, a pesar de que Ryanair solo opera aviones Boeing, y en marzo de 2019, Laudamotion anunció planes para comprar al menos 100 (50 + 50 opciones) Airbus A321neo para futuras expansiones. Sin embargo, durante una entrevista en mayo de 2020, el CEO de Ryanair, Michael O'Leary, dijo: "Creo que Lauda tendrá una flota de aproximadamente 30 aviones Airbus; probablemente reemplazaríamos esos Airbus con Boeing en los próximos años".
En marzo de 2019, la aerolínea cambió su marca de Laudamotion a solo Lauda.
En diciembre de 2019, Lauda anunció la apertura de su quinta base, en el aeropuerto de Zadar en Croacia, transfiriendo más capacidad de la matriz Ryanair. Sin embargo, la base de Zadar fue descartada en medio de la pandemia de coronavirus.
En mayo de 2020, Lauda anunció el cierre planificado de su base más grande en el aeropuerto de Viena el 29 de mayo de 2020. El cierre planificado fue una fuente de conflicto entre Lauda y Ryanair, el sindicato y el gobierno austriaco. En junio de 2020, Ryanair decidió que los vuelos de Lauda se operarían bajo su propio código FR, degradando a Lauda de una aerolínea a un operador de arrendamiento interno. Esto incluye la base de Viena, que ahora permanecerá abierta en esa función con la excepción de los vuelos a Tel Aviv, que permanecen bajo la marca Lauda debido a los derechos de tráfico.
Al mismo tiempo, Ryanair canceló todos los pedidos restantes de la familia Airbus A320 para Lauda.
En julio de 2020, Lauda anunció que cerraría su base en el aeropuerto de Stuttgart en octubre de 2020. Antes de este anuncio, el personal de la base rechazó un nuevo acuerdo laboral. A fines de julio de 2020, se anunció que Laudamotion GmbH dejaría de operar a fines de 2020 y que la flota se transferiría a Lauda Europe, con sede en Malta. Se espera que el impacto en las operaciones sea mínimo. La nueva compañía será la segunda entidad del grupo Ryanair con sede en Malta, junto con Malta Air.
En agosto de 2020, Ryanair anunció también el cierre de su base en Düsseldorf, que fue operada en régimen de arrendamiento por Lauda; por ello, el 24 de octubre de 2020, Lauda se queda sin bases en Alemania.

El 31 de octubre de 2020, Lauda cesó todas sus operaciones y sus activos fueron entregados a Lauda Europe.

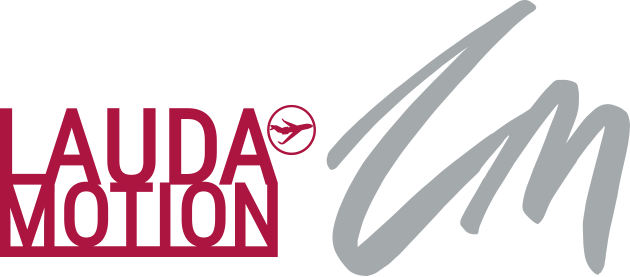
Logo antiguo de Laudamotion (2017-2018).

## Destinos
Laudamotion operó los siguientes destinos:
| Países               | Destinos          | Aeropuertos                                                     | Notas      |
| -------------------- | ----------------- | --------------------------------------------------------------- | ---------- |
| Alemania             | Berlín            | Aeropuerto de Berlín-Tegel                                      |            |
| Alemania             | Colonia/Bonn      | Aeropuerto de Colonia/Bonn                                      |            |
| Alemania             | Düsseldorf        | Aeropuerto Internacional de Düsseldorf                          | Base       |
| Alemania             | Frankfurt         | Aeropuerto de Fráncfort del Meno                                |            |
| Alemania             | Hannover          | Aeropuerto de Hannover                                          | Estacional |
| Alemania             | Núremberg         | Aeropuerto de Núremberg                                         | Estacional |
| Alemania             | Münster/Osnabrück | Aeropuerto de Münster/Osnabrück                                 |            |
| Alemania             | Stuttgart         | Aeropuerto de Stuttgart                                         | Base       |
| Austria              | Graz              | Aeropuerto de Graz                                              |            |
| Austria              | Innsbruck         | Aeropuerto de Innsbruck                                         | Estacional |
| Austria              | Klagenfurt        | Aeropuerto de Klagenfurt                                        |            |
| Austria              | Linz              | Aeropuerto de Linz                                              |            |
| Austria              | Salzburgo         | Aeropuerto de Salzburgo                                         | Estacional |
| Austria              | Viena             | Aeropuerto de Viena-Schwechat                                   |            |
| Bélgica              | Bruselas          | Aeropuerto de Bruselas                                          |            |
| Bosnia y Herzegovina | Bania Luka        | Aeropuerto Internacional de Bania Luka                          |            |
| Bulgaria             | Burgas            | Aeropuerto de Burgas                                            | Estacional |
| Bulgaria             | Sofía             | Aeropuerto de Sofía                                             |            |
| Croacia              | Dubrovnik         | Aeropuerto de Dubrovnik                                         | Estacional |
| Croacia              | Pula              | Aeropuerto de Pula                                              | Estacional |
| Croacia              | Split             | Aeropuerto de Split                                             | Estacional |
| Croacia              | Zadar             | Aeropuerto de Zadar                                             | Estacional |
| Chipre               | Lárnaca           | Aeropuerto Internacional de Lárnaca                             |            |
| Chipre               | Pafos             | Aeropuerto Internacional de Pafos                               |            |
| Dinamarca            | Copenhague        | Aeropuerto de Copenhague-Kastrup                                |            |
| España               | Alicante          | Aeropuerto de Alicante-Elche Miguel Hernández                   |            |
| España               | Barcelona         | Aeropuerto Josep Tarradellas Barcelona-El Prat                  |            |
| España               | Fuerteventura     | Aeropuerto de Fuerteventura                                     |            |
| España               | Gran Canaria      | Aeropuerto de Gran Canaria                                      |            |
| España               | Ibiza             | Aeropuerto de Ibiza                                             |            |
| España               | Lanzarote         | Aeropuerto César Manrique Lanzarote                             | Estacional |
| España               | Madrid            | Aeropuerto Adolfo Suárez Madrid-Barajas                         |            |
| España               | Málaga            | Aeropuerto de Málaga-Costa del Sol                              |            |
| España               | Palma de Mallorca | Aeropuerto de Palma de Mallorca                                 | Base       |
| España               | Sevilla           | Aeropuerto de Sevilla                                           |            |
| España               | Tenerife          | Aeropuerto de Tenerife Sur                                      |            |
| España               | Valencia          | Aeropuerto de Valencia                                          |            |
| Estonia              | Tallin            | Aeropuerto de Tallin                                            |            |
| Finlandia            | Vantaa            | Aeropuerto de Helsinki-Vantaa                                   |            |
| Finlandia            | Lappeenranta      | Aeropuerto de Lappeenranta                                      |            |
| Francia              | Beauvais          | Aeropuerto de Beauvais-Tillé                                    |            |
| Francia              | Burdeos           | Aeropuerto de Burdeos-Mérignac                                  |            |
| Francia              | Marsella          | Aeropuerto de Marsella-Provenza                                 |            |
| Francia              | Niza              | Aeropuerto Internacional de Niza-Costa Azul                     |            |
| Francia              | Saint-Louis       | Aeropuerto de Basilea-Mulhouse-Friburgo                         | Estacional |
| Grecia               | Atenas            | Aeropuerto Internacional Eleftherios Venizelos                  |            |
| Grecia               | Cefalonia         | Aeropuerto Internacional de Cefalonia                           | Estacional |
| Grecia               | Corfú             | Aeropuerto Internacional de Corfú-Ioannis Kapodistrias          | Estacional |
| Grecia               | Cos               | Aeropuerto Internacional de Kos-Hipócrates                      | Estacional |
| Grecia               | Heraclión         | Aeropuerto Internacional de Heraclión Nikos Kazantzakis         | Estacional |
| Grecia               | Kalamata          | Aeropuerto de Kalamata                                          | Estacional |
| Grecia               | La Canea          | Aeropuerto Internacional de La Canea                            | Estacional |
| Grecia               | Rodas             | Aeropuerto Internacional de Rodas-Diágoras                      | Estacional |
| Grecia               | Salónica          | Aeropuerto Internacional Macedonia                              |            |
| Grecia               | Santorini         | Aeropuerto Nacional de Santorini                                | Estacional |
| Grecia               | Scíathos          | Aeropuerto Internacional de Scíathos - Alexandros Papadiamantis | Estacional |
| Hungría              | Budapest          | Aeropuerto de Budapest-Ferenc Liszt                             |            |
| Irlanda              | Dublín            | Aeropuerto de Dublín                                            |            |
| Israel               | Tel Aviv          | Aeropuerto Internacional Ben Gurión                             |            |
| Italia               | Alguer            | Aeropuerto de Alguer-Fertilia                                   | Estacional |
| Italia               | Bari              | Aeropuerto de Bari-Palese                                       |            |
| Italia               | Bérgamo           | Aeropuerto de Bérgamo-Orio al Serio                             |            |
| Italia               | Bolonia           | Aeropuerto de Bolonia                                           |            |
| Italia               | Bríndisi          | Aeropuerto de Bríndisi                                          | Estacional |
| Italia               | Catania           | Aeropuerto de Catania-Fontanarossa                              |            |
| Italia               | Lamerzia Terme    | Aeropuerto de Lamezia Terme                                     | Estacional |
| Italia               | Milán             | Aeropuerto de Milán-Malpensa                                    |            |
| Italia               | Nápoles           | Aeropuerto de Nápoles-Capodichino                               |            |
| Italia               | Pisa              | Aeropuerto de Pisa                                              | Estacional |
| Italia               | Rímini            | Aeropuerto de Rímini                                            | Estacional |
| Italia               | Roma              | Aeropuerto de Roma-Fiumicino                                    |            |
| Italia               | Treviso           | Aeropuerto de Sant'Angelo Treviso                               |            |
| Italia               | Verona            | Aeropuerto de Verona-Villafranca                                |            |
| Jordania             | Amán              | Aeropuerto Internacional Reina Alia                             |            |
| Letonia              | Riga              | Aeropuerto Internacional de Riga                                |            |
| Líbano               | Beirut            | Aeropuerto Internacional Rafic Hariri                           |            |
| Lituania             | Vilna             | Aeropuerto Internacional de Vilna                               |            |
| Malta                | La Valeta         | Aeropuerto Internacional de Malta                               |            |
| Marruecos            | Agadir            | Aeropuerto de Agadir-Al Massira                                 |            |
| Marruecos            | Marrakech         | Aeropuerto de Marrakech-Menara                                  |            |
| Montenegro           | Podgorica         | Aeropuerto de Podgorica                                         |            |
| Países Bajos         | Eindhoven         | Aeropuerto de Eindhoven                                         |            |
| Noruega              | Sandefjord        | Aeropuerto de Sandefjord-Torp                                   |            |
| Polonia              | Cracovia          | Aeropuerto de Cracovia-Juan Pablo II                            |            |
| Portugal             | Faro              | Aeropuerto de Faro                                              |            |
| Portugal             | Lisboa            | Aeropuerto de Lisboa                                            |            |
| Portugal             | Oporto            | Aeropuerto de Oporto-Francisco Sá Carneiro                      |            |
| Rumania              | Bucarest          | Aeropuerto Internacional de Bucarest-Henri Coandă               |            |
| Suecia               | Estocolmo         | Aeropuerto de Estocolmo-Arlanda                                 |            |
| Suecia               | Gotemburgo        | Aeropuerto de Gotemburgo-Landvetter                             |            |
| Suiza                | Zúrich            | Aeropuerto Internacional de Zúrich                              |            |
| Ucrania              | Kiev              | Aeropuerto Internacional de Borýspil                            |            |
| Reino Unido          | Birmingham        | Aeropuerto Internacional de Birmingham-West Midlands            |            |
| Reino Unido          | Brístol           | Aeropuerto Internacional de Brístol                             |            |
| Reino Unido          | Edimburgo         | Aeropuerto de Edimburgo                                         |            |
| Reino Unido          | Liverpool         | Aeropuerto de Liverpool-John Lennon                             |            |
| Reino Unido          | Londres           | Aeropuerto de Londres-Stansted                                  |            |

## Flota histórica
La flota de Laudamotion consistió en las siguientes aeronaves:
| Aeronaves       | Total | Introducido | Retirado | Matrículas |
| --------------- | ----- | ----------- | -------- | --- |
| Airbus A320-200 | 33    | 2018        | 2020     | OE-IBJ, OE-IHD, OE-IHH, OE-IHL, OE-LMB, OE-LMC, OE-LMG, OE-LMH, OE-LMI, OE-LMJ, OE-LMP, OE-LOA, OE-LOB, OE-LOC, OE-LOD, OE-LOE, OE-LOF, OE-LOG, OE-LOI, OE-LOJ, OE-LOM, OE-LON, OE-LOO, OE-LOP, OE-LOQ, OE-LOR, OE-LOS, OE-LOT, OE-LOU, OE-LOW, OE-LOX, OE-LOY y OE-LOZ |
| Airbus A321-200 | 4     | 2018        | 2019     | OE-LCG, OE-LCJ, OE-LCK y OE-LCS |